# لويس كارلوس ماتشادو
لويس كارلوس ماتشادو (بالبرتغالية: Escurinho‏) (18 يناير 1950 في البرازيل - 27 سبتمبر 2011) هو لاعب كرة قدم برازيلي في مركز الهجوم. لعب مع نادي إنترناسيونال ونادي بالميراس.

## وصلات خارجية
- لويس كارلوس ماتشادو على موقع قاعدة بيانات كرة القدم.إي يو (الإنجليزية)